# Taraba (staat)

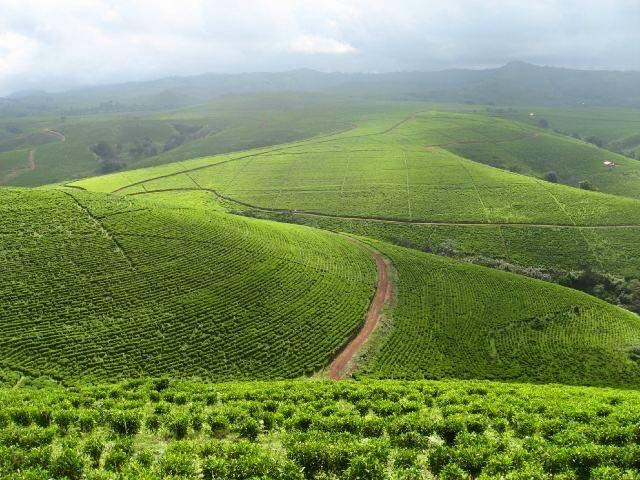
Het Mambilaplateau

Taraba is een Nigeriaanse staat. De hoofdstad is Jalingo, de staat heeft 2.774.083 inwoners (2007) en een oppervlakte van 54.473 km².
In de staat leven minstens veertig etnische groepen, waarvan de grootste Mumuye, Tiv, Jukun, Kuteb, Banso, Mambihla, Jenjo, Karimjo, Chamba, Bandawa en Fulbe zijn.

## Lokale bestuurseenheden
Er zijn 16 lokale bestuurseenheden (Local Government Areas of LGA's). Elk LGA wordt bestuurd door een gekozen raad met aan het hoofd een democratisch gekozen voorzitter.
De lokale bestuurseenheden zijn:
| - Ardo-Kola - Bali - Donga - Gashaka - Gassol - Ibi - Jalingo - Karim-Lamido |  | - Kumi - Lau - Sardauna - Takum - Ussa - Wukari - Yorro - Zing |

Abia · Adamawa · Akwa Ibom · Anambra · Bauchi · Bayelsa · Benue · Borno · Cross River · Delta · Ebonyi · Edo · Ekiti · Enugu · Gombe · Imo · Jigawa · Kaduna · Kano · Katsina · Kebbi · Kogi · Kwara · Lagos · Nassarawa · Niger · Ogun · Ondo · Osun · Oyo · Plateau · Rivers · Sokoto · Taraba · Yobe · Zamfara
Federaal district: Federal Capital Territory